# 多肋凸尾介
多肋凸尾介（学名：Caudites costatella）为粗面介科凸尾介屬下的一个种。